# 圣巴尔多禄茂及亚历山大堂

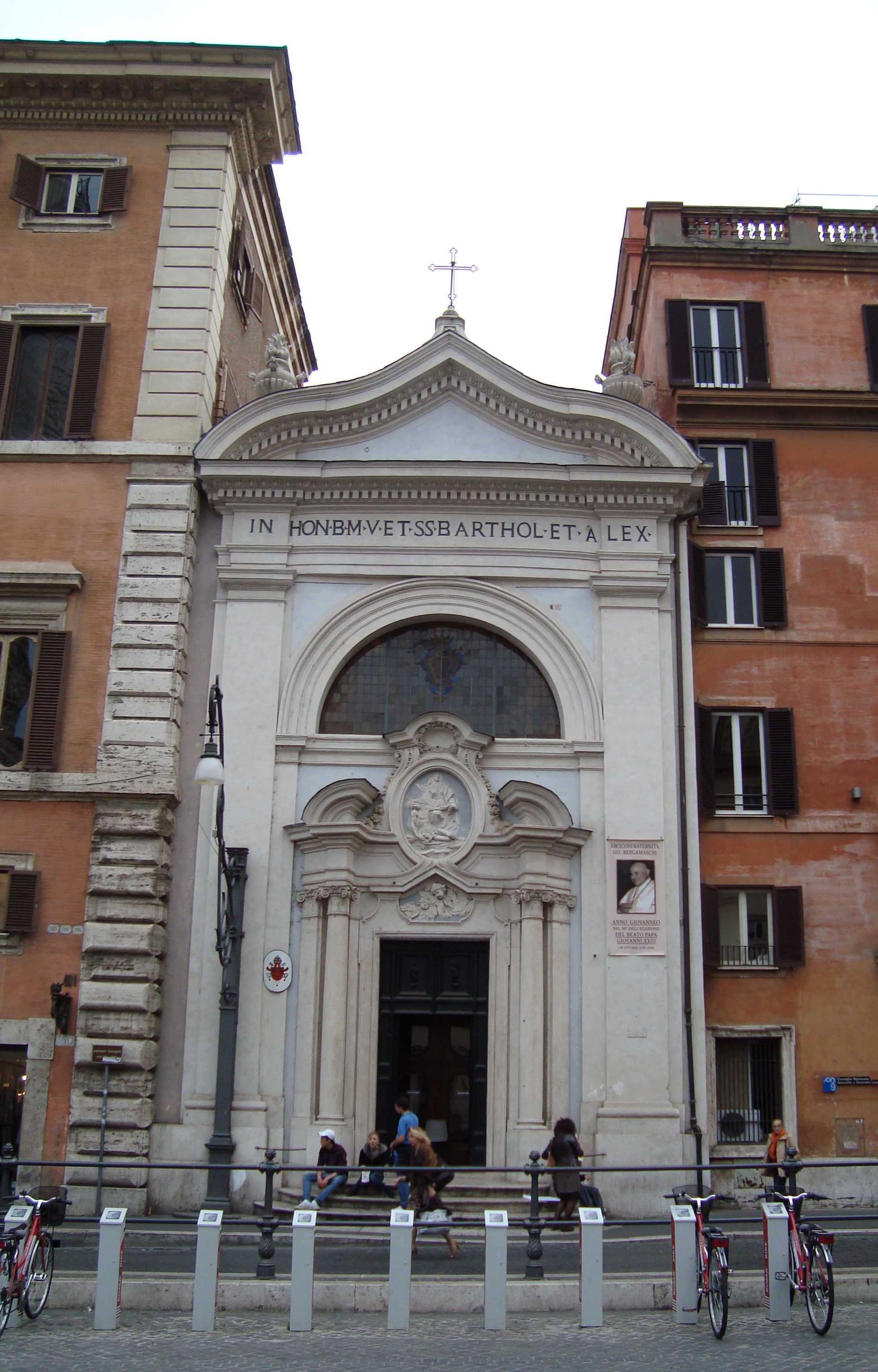
圣巴尔多禄茂及亚历山大堂

圣巴尔多禄茂及亚历山大堂（義大利語：Chiesa dei Santi Bartolomeo e Alessandro dei Bergamaschi）供奉圣巴尔多禄茂与贝加莫的圣亚力山大，是意大利罗马的一座小教堂，位于圆柱广场，毗邻魏德金宫。最初根据门上的浮雕命名为圣母怜子堂。今天罗马的圣母怜子堂位于梵蒂冈。
该堂起源于1591年，该堂是罗马的第一个精神病院Ospedale dei Pazzarelli的小堂。在18世纪20年代，该堂迁往Lungara，堂址交给贝加莫历史学会，1731年至1735年重建，改为供奉精神病患者的主保圣人。它是红衣主教，贝加莫人Giuseppe Alessandro Furietti的埋葬地点。
该堂由贝加莫历史学会管理，该会由旅居罗马的贝加莫人建立于1539年，支持对贝加莫的文化，价值观和传统的认识，以及与罗马的对话。